# Anolis carolinensis
Espèce
Synonymes
- Lacerta principalis Linnaeus, 1758
- Anolius carolinensis Voigt, 1832
- Anolis baccatus Bocourt, 1873

Statut de conservation UICN

 LC  : Préoccupation mineure
Anolis carolinensis est une espèce de sauriens de la famille des Dactyloidae. 
Cette espèce est plus communément appelée Anole vert mais aussi Anole américain, Anole à gorge rouge ou même Caméléon américain, dû à sa capacité à changer de couleur mais il ne s'agit pas d'un caméléon, ces derniers faisant partie d'une famille de reptiles différente.

## Description

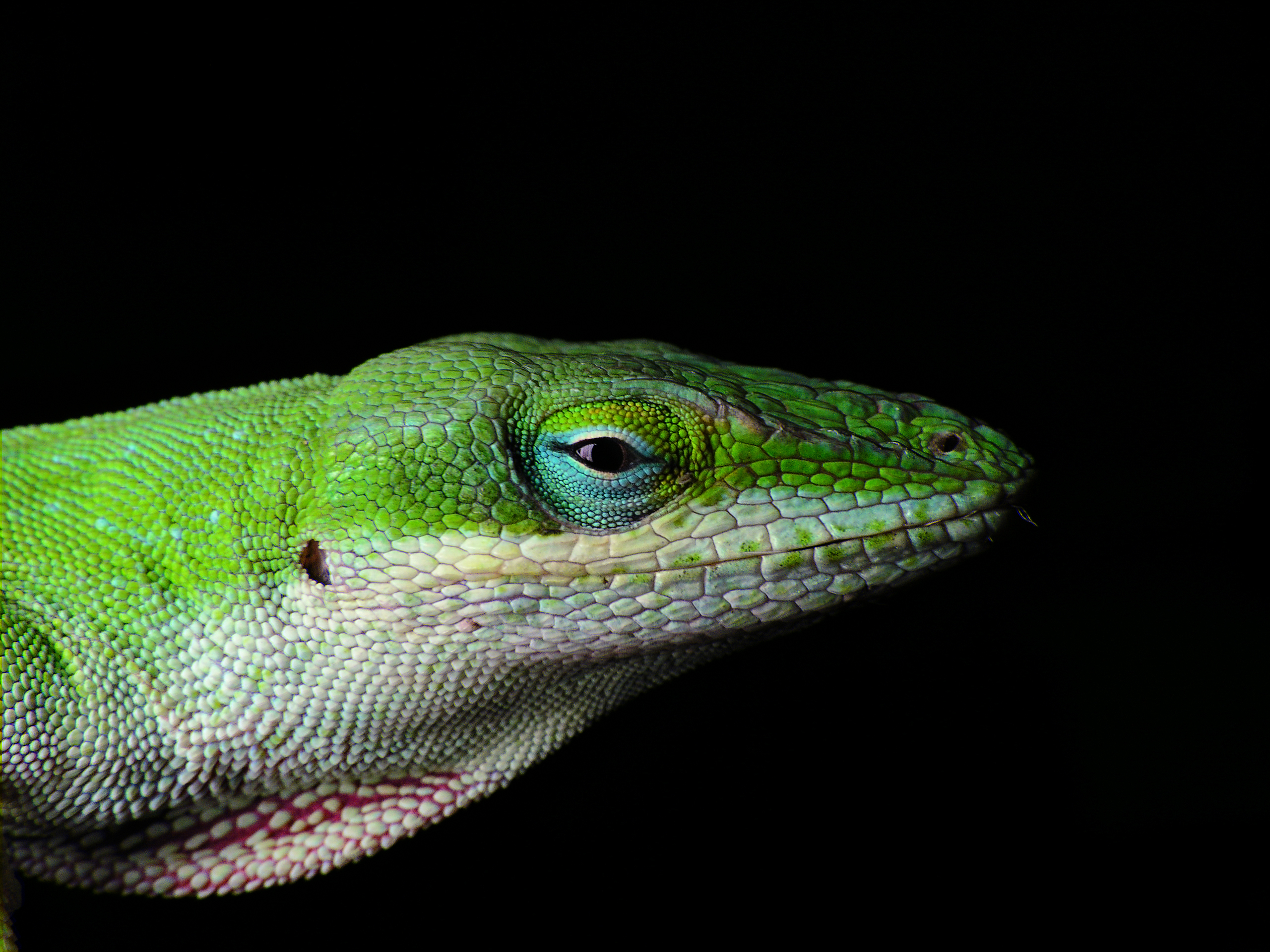
Tête dAnolis carolinensis.

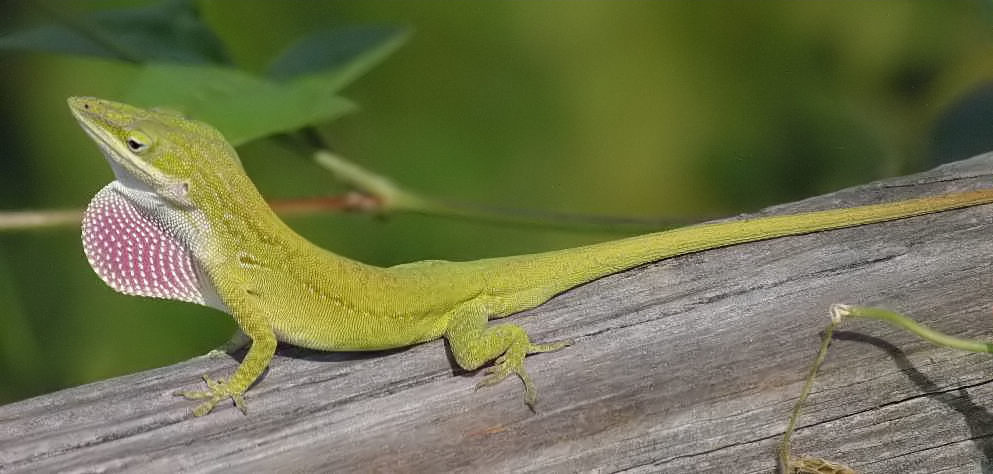
Mâle déployant son fanon gulaire.

L'anolis vert peut atteindre une longueur totale de 22 cm pour une masse d'environ 4 g. Les femelles sont plus petites que les mâles, environ 16 cm[réf. nécessaire]. 
Comme son nom l'indique, la couleur de l'anolis est d'un vert vif, mais celle-ci peut tourner au brun ou marron sous l'influence de plusieurs facteurs, tels que l'émotion et l'état d'esprit de l'individu, le camouflage dans l'environnement, ainsi que la température. Le ventre reste toujours de couleur blanche ; on peut remarquer un cercle brun ou vert autour de l'œil.
L'anole vert passe du vert au brun pour différentes raisons. Le camouflage, la température et les émotions sont les principaux facteurs du changement de couleur.
- Le camouflage : la coloration verte lui permet de se camoufler dans la végétation feuillue tandis que la marron lui permet de ne pas être vu dans un milieu sombre tel que le tronc des arbres.
- La température : lorsqu'il veut se réchauffer, l'anole tourne au marron foncé, ce qui lui permet de capter davantage de rayons solaires.
- Les émotions : lors d'une dispute entre deux anoles, le vainqueur arbore une vive couleur verte tandis que le vaincu devient marron terne.

Le mâle déploie son fanon gulaire en vue de femelles afin de les séduire ou pour impressionner d'éventuels intrus sur son territoire. Ce comportement est souvent accompagné de hochements de tête.
Comme beaucoup de lézards, l'anolis a la capacité de perdre sa queue afin de détourner l'attention d'un attaquant (faculté d'autotomie). En effet, le bout de queue détachée continue à bouger et à se contracter. La queue repoussera mais sera moins maniable que l'originale. Par ailleurs, les yeux de l'anolis bougent indépendamment l'un de l'autre à la manière d'un caméléon. Ses longs doigts griffus permettent à l'anolis de grimper facilement dans les arbres. De plus la présence de setæ sous les pattes permettent à l'anolis vert d'adhérer plus aisément aux surfaces lisses, comme de nombreux geckos. Ils sont capables de sauter à des distances d'environ 35 cm.

## Éthologie et biologie

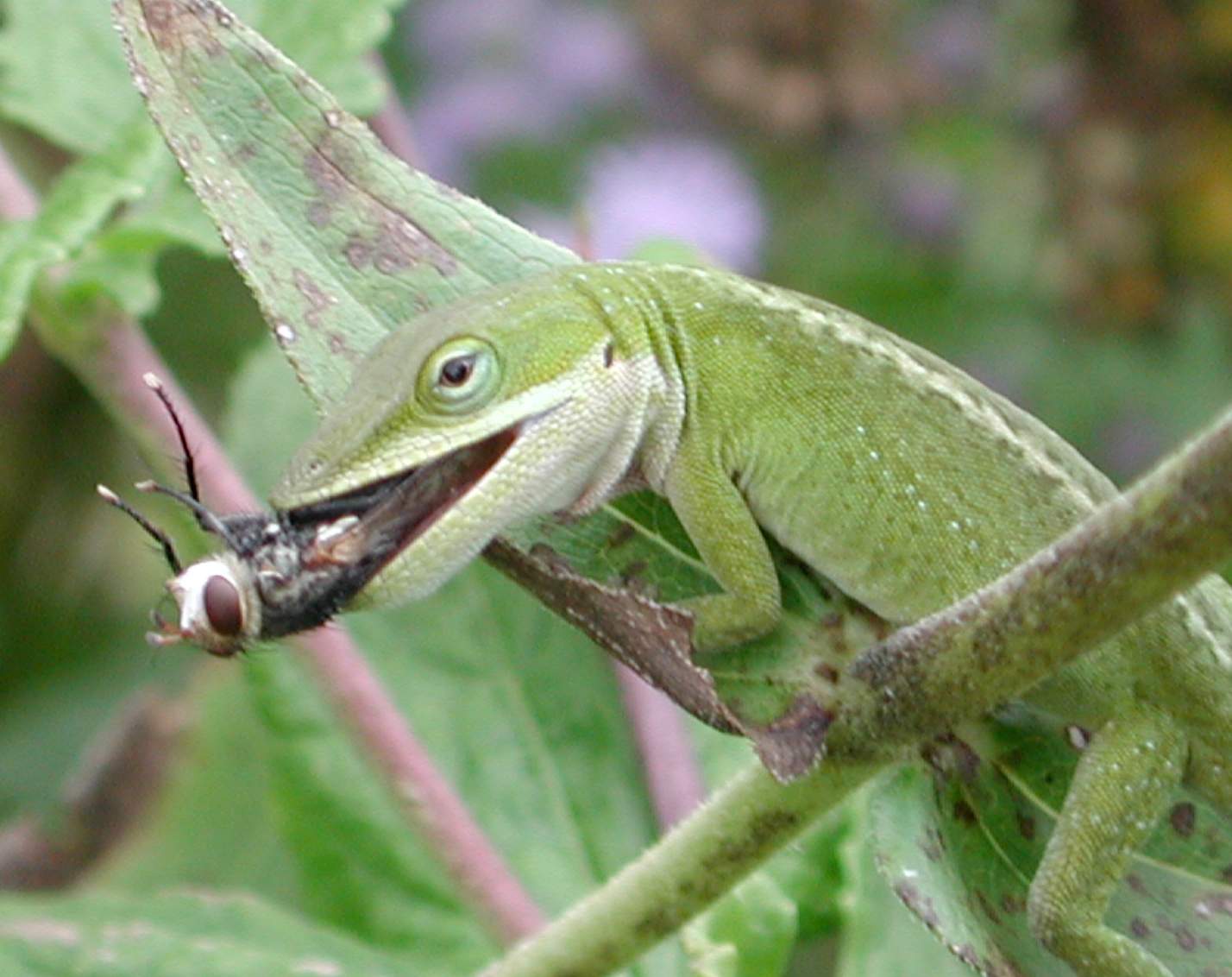
Anole vert ayant capturé une mouche

### Alimentation
Cette espèce est insectivore. 

### Comportement
Les anoles verts sont curieux de nature et ont une bonne connaissance de leur environnement. Les mâles sont très territoriaux et n'hésitent pas à combattre leurs congénères masculins pour défendre leur territoire. Si un mâle pénètre à l'intérieur du territoire d'un autre mâle, l'intrus se verra poursuivi et chassé vivement mais sans qu'aucune blessure ne survienne.
Le stress est reconnaissable chez l'anole grâce à plusieurs symptômes : couleur brune constante, cernes noirs sous les yeux, comportement léthargique persistant. En revanche, si l'on place un mâle parmi plusieurs femelles, des poursuites agressives pourront être observées mais celles-ci sont de courte durée. L'anole aime se percher dans les branches des arbres qui lui assurent une bonne couverture, ou sur les barrières des jardins mais rarement sur le sol. Il déploie alors sa gorge rougeâtre en guise d'avertissement contre des éventuels attaquants. Comme tous les reptiles, l'anole vert mue. Il se sert de sa bouche pour arracher ses peaux mortes et les mange ensuite car celles-ci sont riches en minéraux.

### Reproduction

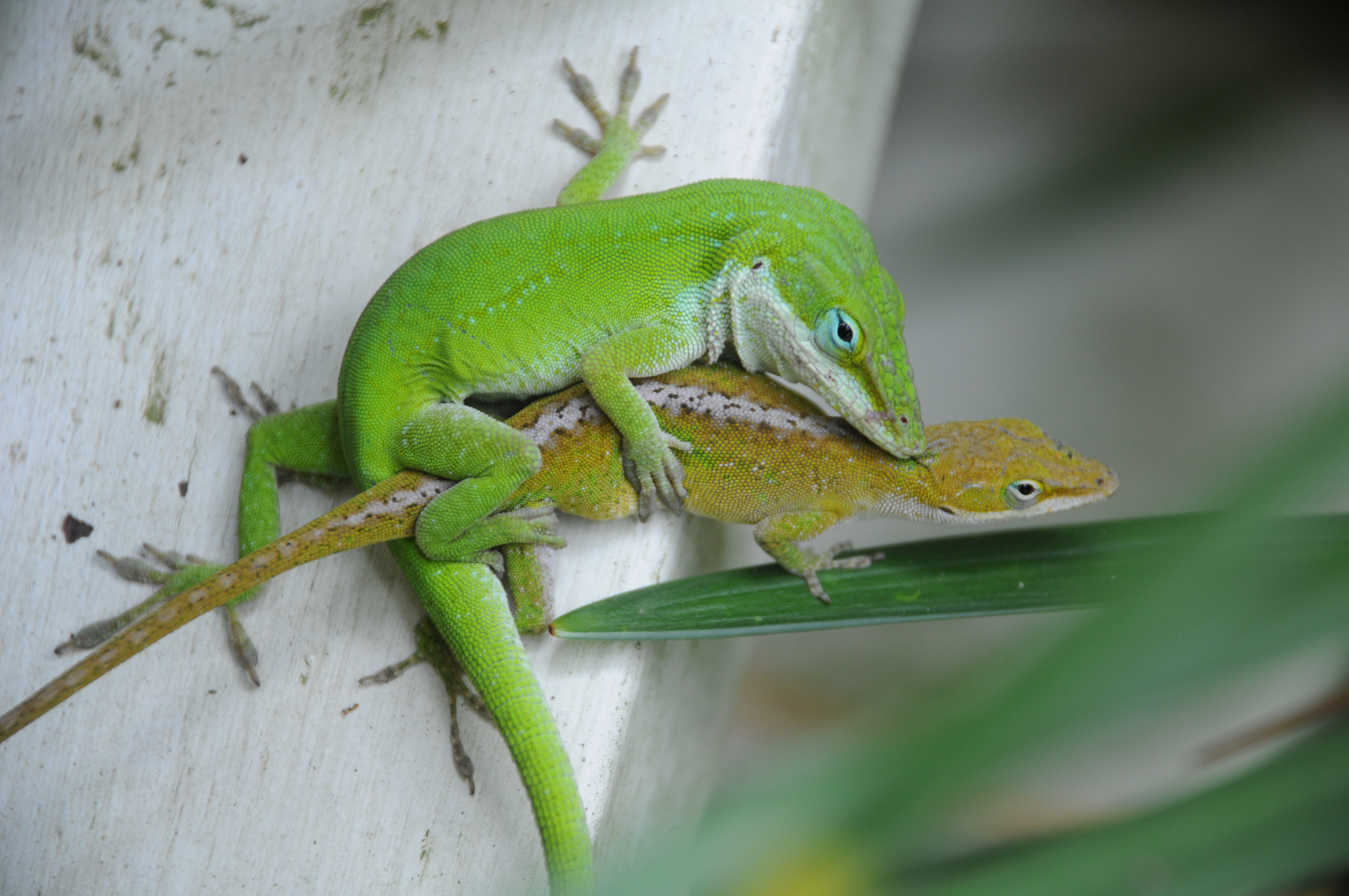
Accouplement dAnolis carolinensis.

La saison des amours des anoles verts débute en avril et se termine en août. Durant cette période, les mâles se parent de brillantes couleurs. Ils courtisent les femelles en déployant leurs gorges rouge vif et en exécutant des petits mouvements qui évoquent une sorte de danse. Si la femelle apprécie la parade nuptiale, elle le fait savoir au mâle en acceptant tout simplement de se laisser attraper par son partenaire ou en baissant la tête afin que le mâle puisse lui attraper la nuque avec sa gueule. Durant l'accouplement le mâle maintient la femelle par la nuque avec sa gueule, la blessant parfois légèrement.
Quatre semaines après la fécondation, la femelle pond ses premiers œufs. Elle en pond jusqu'à une dizaine, et ne pourra plus en produire avant la saison des amours suivante. La femelle enterre ses œufs dans un sol meuble ou un humus et ne s'en occupe plus. L'incubation se fait grâce aux rayons du soleil et l'éclosion a lieu 40 jours plus tard environ. Comme pour la plupart des reptiles, les nouveau-nés ne bénéficient d'aucune aide des parents et doivent apprendre à survivre par eux-mêmes. La majorité ne parvient pas à l'âge adulte, étant la proie de plusieurs sortes de prédateurs — y compris d'autres anoles verts.

### Génétique
En 2011, le génome d'Anolis carolinensis est entièrement séquencé, ce qui en fait le premier reptile non avien faisant l'objet d'un séquençage complet,.

## Répartition
Cette espèce se rencontre :
- aux États-Unis en Caroline du Nord, en Caroline du Sud, en Géorgie, en Floride, en Alabama, au Mississippi, au Tennessee, en Arkansas, en Louisiane, en Oklahoma et au Texas ;
- au Mexique ;
- aux Bahamas, aux îles Caïmans et à Anguilla.

L'anole vert étant un animal de compagnie apprécié, certains individus échappés ont formé des petites colonies loin de leurs terres d'origine comme c'est le cas à Hawaï et dans l'archipel d'Ogasawara.
Dans sa zone originale américaine, l'anole vert a vu entrer l'anole brun de Cuba. Celui-ci se reproduit plus vite que l'anole vert si bien qu'en Floride, on voit davantage d'anoles bruns que de verts.

## Liste des sous-espèces
Selon The Reptile Database (3 août 2012), ce reptile est représenté par deux sous-espèces :
- Anolis carolinensis carolinensis (Voigt, 1832) ;
- Anolis carolinensis seminolus Vance, 1991.

## Étymologie
Son nom d'espèce, composé de carolin[a] et du suffixe latin -ensis, « qui vit dans, qui habite », lui a été donné en référence au lieu de sa découverte.

## En captivité
Cet animal se rencontre fréquemment en terrariophilie mais comme l'anole vert se reproduit mal en captivité, les individus que l'on trouve dans le commerce sont généralement capturés à l'état sauvage.

## Publications originales
- Vance, 1991 : Morphological variation and systematics of the green anole, Anolis carolinensis (Reptilia: Iguanidae). Bulletin of the Maryland Herpetological Society, vol. 27, no 2, p. 43-89.
- Voigt, 1832 : Reptilien. Das Thierreich, geordnet nach seiner Organisation: als Grundlage der Naturgeschichte der Thiere und Einleitung in die vergleichende Anatomie, vol. 2 (texte intégral)
- Nicholson K.E, Crother, B.I, Guye ,C & Savage J.M (2012) It is time for a new classification of anoles (Squamata:Dactyloidae).  Zootaxa, 3477:1-108. (nouveauté version 6.0)